# Dorfkirche Wiepersdorf (Niederer Fläming)

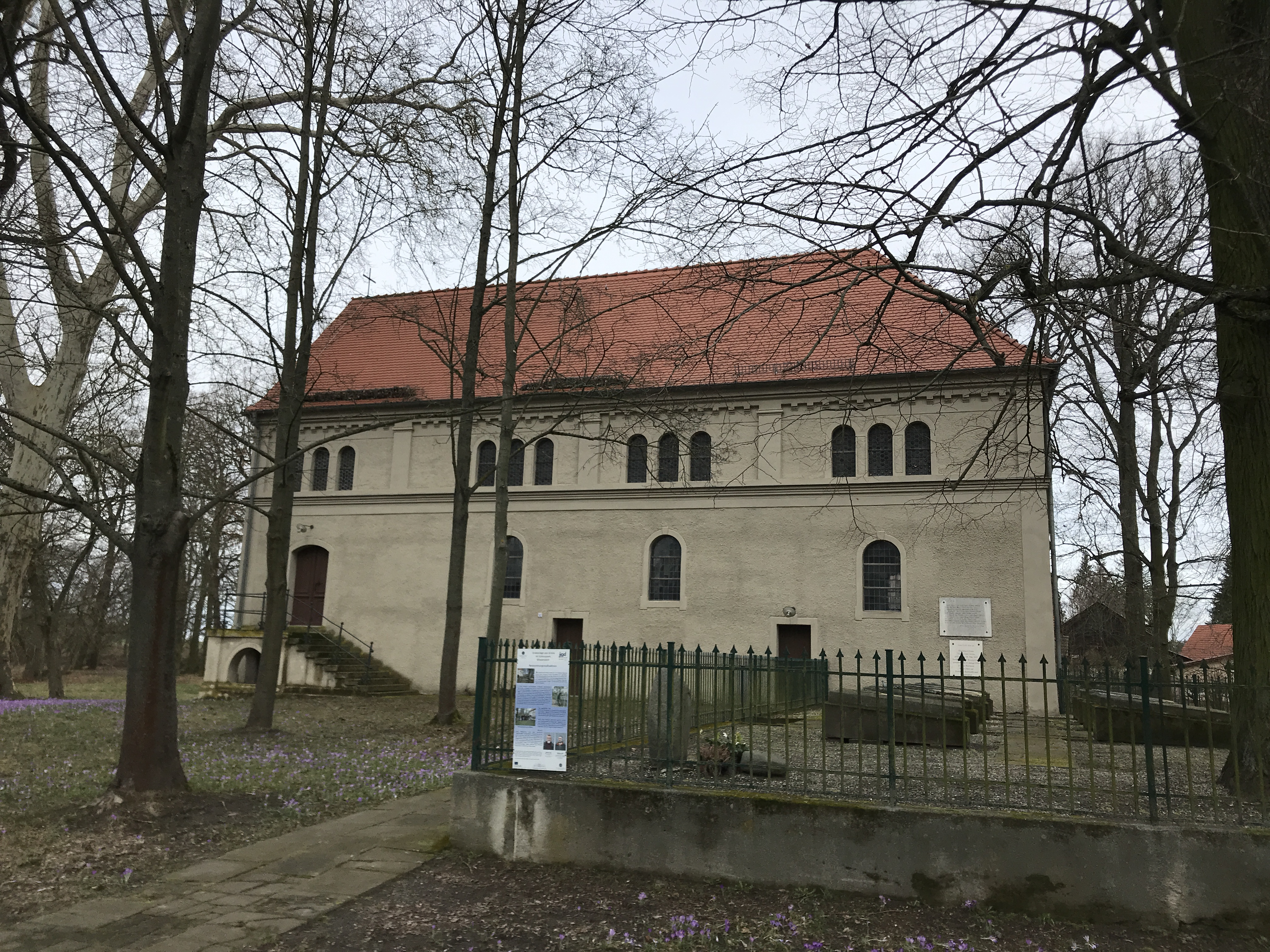
Dorfkirche Wiepersdorf

Die evangelische Dorfkirche Wiepersdorf ist eine im Kern spätmittelalterliche Feldsteinkirche in Wiepersdorf, einem Ortsteil der Gemeinde Niederer Fläming im Landkreis Teltow-Fläming im Land Brandenburg. Die Kirchengemeinde gehört zum Kirchenkreis Zossen-Fläming. Sie ist in den Gutsbezirk des Schlosses Wiepersdorf einbezogen.

## Lage
Die Landstraße 714 führt von Norden kommend in südlicher Richtung durch den Ort. Westlich der Straße befindet sich das Schloss Wiepersdorf auf einem weitläufigen Gelände mit einem Schlossteich und einer Orangerie. Die Kirche steht im nordöstlichen Bereich des Grundstücks.

## Geschichte
Das Bauwerk geht in seinem Kern auf einen mittelalterlichen Feldsteinbau zurück. Aus einem Kirchen-Rechnungsbuch aus dem Jahr 1661 wird deutlich, dass der Ort vermutlich durch den Dreißigjährigen Krieg wüst gefallen war und die Kirche mutmaßlich durch Kriegseinwirkungen beschädigt war: „Zum ersten ist zu wissen, nachdem diese Kirche allhier in Wiepersdorf in die 30 Jahre und noch länger wüste gestanden, auch kein Einwohner im Dorfe zu finden gewesen, nichts desto weniger, so hat durch Gottes Hilfe der hochwohlgeborene, gestrenge und mannhafte Herr Hans George v. Leipzigk, auf Wiepersdorf Lehn und Gerichtsherr, diese Kirche daselbst auf seine Kosten wieder an- und zurichten lassen.“ Dem Kirchenpatronat derer von Leipzig ist es demnach zu verdanken, dass das Bauwerk zum Ende des 17. Jahrhunderts erneuert wurde. Im Jahr 1683 entstand ein Altar, der jedoch nicht in das Bauwerk kam, sondern in der Dorfkirche Kossin aufgestellt wurde. Im Jahr 1701 entstand ein neuer Altar, der schließlich in der Kirche errichtet wurde. 1734 erwarb Gottfried Emanuel von Einsiedel das Ländchen Bärwalde und damit auch Wiepersdorf. Auf seine Initiative hin entstand im Jahr 1737 unter dem Chor eine Gruft sowie im wesentlichen Bereich eine Patronatsloge für die von Einsiedel. Außerdem entstand ein neuer Turm, der 1820 abgerissen wurde. 1738 erhielt die Kirche eine erste Orgel des Orgelbauers Friedrich Emanuel Marx, die 1895 durch ein neues Instrument ersetzt wurde. 1780 wechselte das Kirchenpatronat zu Joachim Erdmann von Arnim. Einer seiner Söhne, Ludwig Achim von Arnim, übernimmt die Bewirtschaftung des Guts und sorgt 1823 dafür, dass ein neuer Kirchfriedhof entstand. Auf Initiative von Achim von Arnim-Bärwalde, einem Enkel des deutschen Schriftstellers Achim von Arnim, kam es in den Jahren 1894/1895 zu einem romanisierenden Umbau des Gebäudes. Aus statischen Gründen verzichteten die Baumeister auf einen Kirchturm und errichteten einen freistehenden Glockenturm. Die erneute Kirchweihe fand am 7. Juli 1895 statt. In den Jahren 1966 bis 1971 sowie nach 1990 wurde das Bauwerk saniert. Nach 1945 ließ die Kirchengemeinde die Loge verschließen und nutzte den so neu abgetrennten Raum als Winterkirche. Die Orgel wurde im Zuge dieser Baumaßnahmen ebenfalls versetzt. Am 20. Juli 1967 öffneten Arbeiter die Gruft. Zwei Messingplatten mit dem Wappen derer von Einsiedel wurden vom Sarg gelöst und neben der Orgel angebracht.

## Baubeschreibung

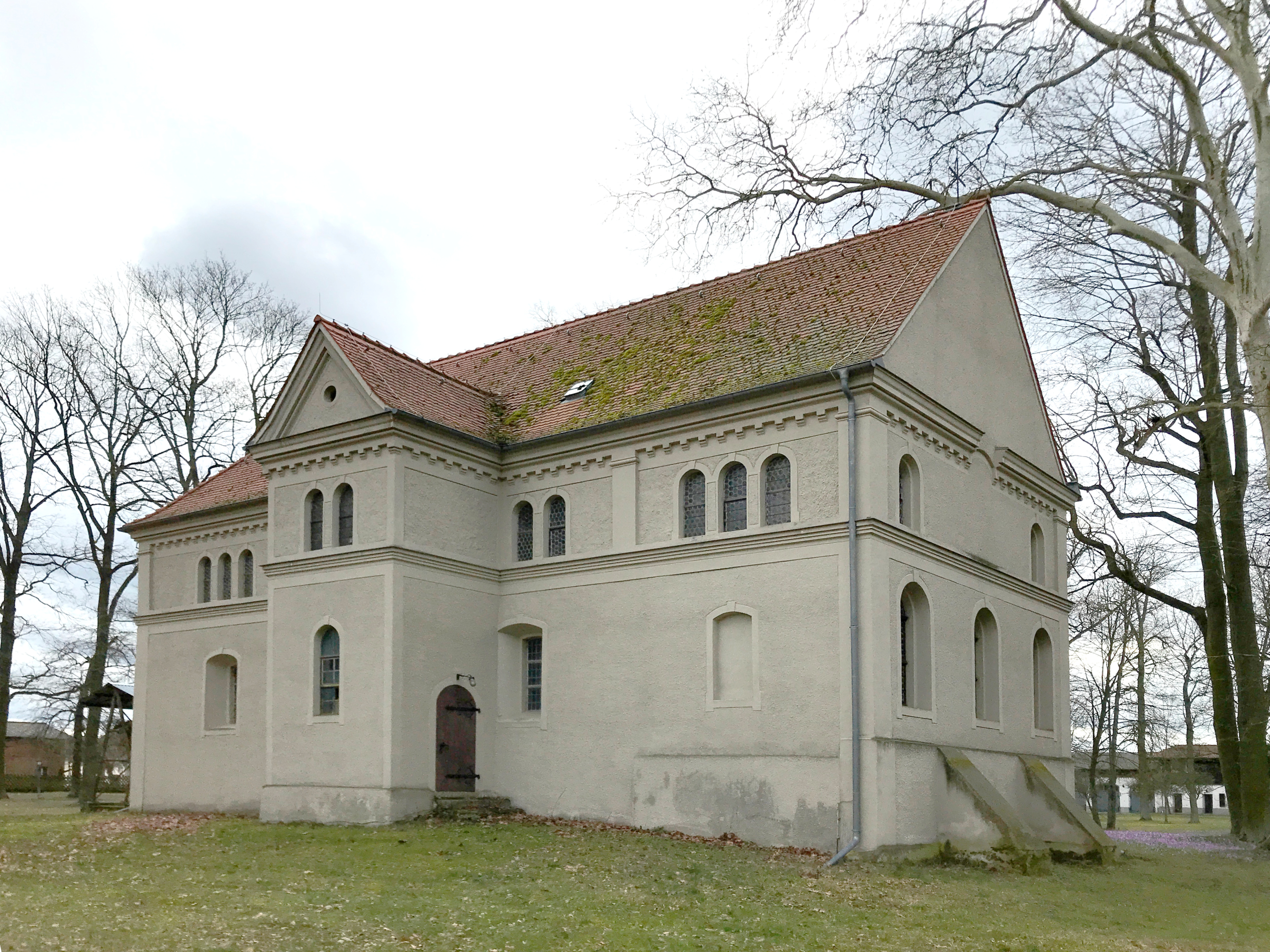
Ansicht von Nordwesten

Das Bauwerk wurde im Wesentlichen aus Feldsteinen errichtet, die anschließend verputzt wurden. Der Bau hat einen rechteckigen Grundriss; die Ostwand ist gerade. Dort sind im unteren Bereich zwei große Rundbogenfenster, dessen Faschen durch einen verputzten Schlussstein nochmals betont werden. Darüber ist ein umlaufendes Gesims, oberhalb kam beim Umbau in den Jahren 1894/1895 ein Mezzanin-Geschoss hinzu. Das Ostfeld ist mit Lisenen gegliedert, darin je ein kleineres Rundbogenfenster sowie am Übergang zur Dachtraufe ein nach unten geöffneter Fries.
Die Nordwand ist zweigeteilt; mittig ist ein kleiner, rechteckiger Vorbau, der sich über die gesamte Höhe des Bauwerks erstreckt. Nach Norden ist mittig ein Rundbogenfenster, darüber im Mezzanin-Geschoss zwei weitere, miteinander gekuppelte Rundbogenfenster. Östlich sind im unteren Bereich zwei gedrückt-segmentbogenförmige Fenster; darüber im östlichen Bereich eine aus drei Fenstern bestehende Gruppe, westlich eine Zweiergruppe. Im westlichen Bereich sind von den ursprünglich zwei Fenstern nur noch das östliche erhalten geblieben; das westliche ist zugesetzt und verputzt. Im oberen Geschoss sind wie auf der östlichen Seite je zwei bzw. drei gekuppelte Fenster. An der Südseite befinden sich im unteren Bereich drei große Rundbogenfenster sowie im westlichen Bereich der Hauptzugang, der über eine kleine Treppe erreicht werden kann. Zwei weitere, rechteckige Pforten befinden sich im mittleren, bzw. östlichen Bereich des Bauwerks. Im oberen Geschoss sind insgesamt vier Felder ausgearbeitet; darin je drei gruppierte Grundbogenfenster.
An der Westseite sind drei große Rundbogenfenster, darüber an der nördlichen bzw. südlichen Seite je ein kleines Rundbogenfenster sowie ein nach unten geöffneter Fries. Mittig ist eine verputzte Blende, die diesen Fries aufbricht. Der darüberliegende Giebel ist fensterlos und verputzt. Das Bauwerk trägt ein schlichtes Walmdach.

## Ausstattung

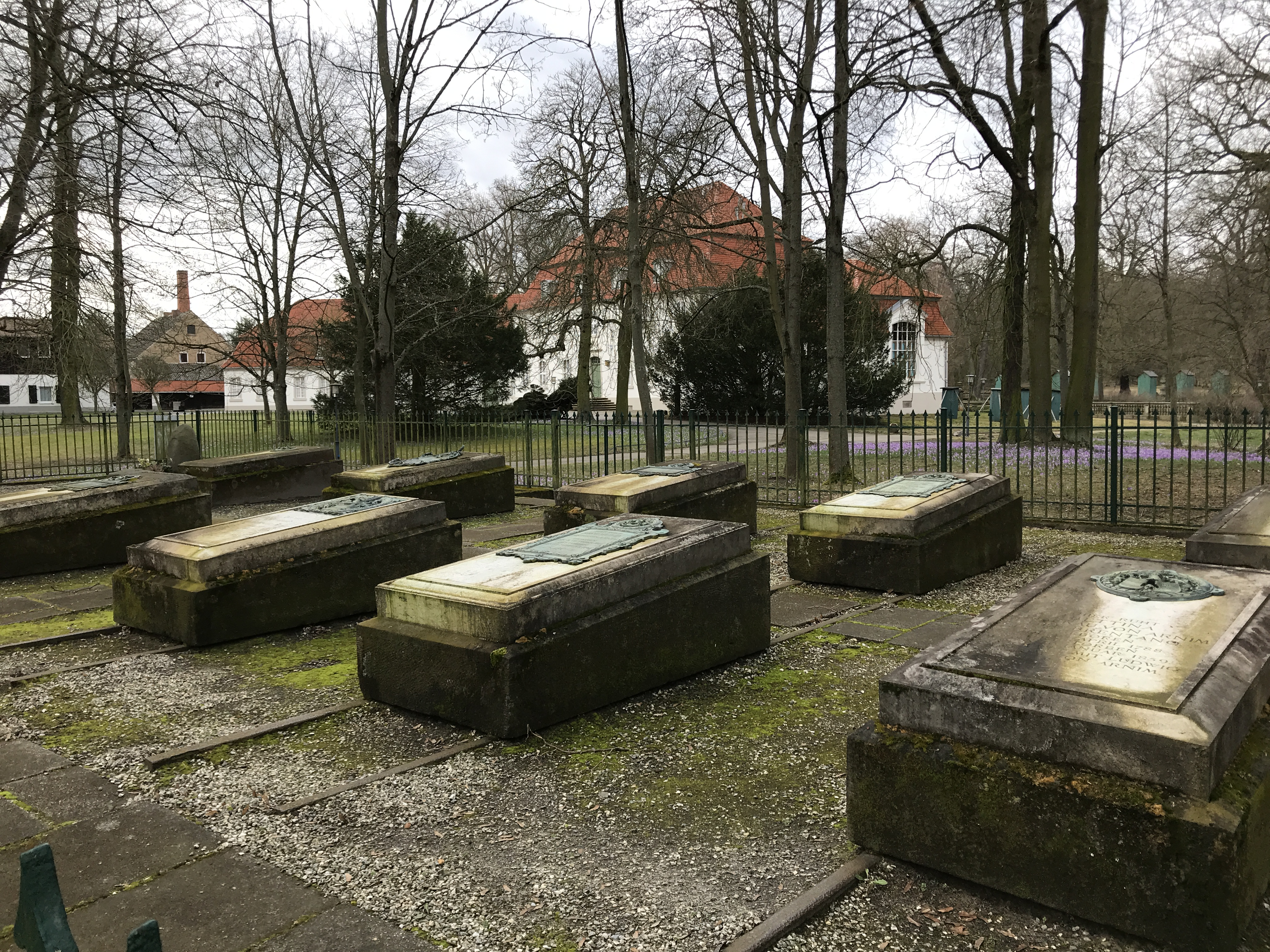
Erbbegräbnisstätte der Familie von Arnim

Der Kanzelaltar geht auf eine Stiftung des Grafen von Einsiedel aus dem Jahr 1701 zurück und wurde 1971 restauriert. Der gerundete Kanzelkorb zeigt in einem Gemälde das Abendmahl Jesu und steht zwischen zwei Säulen, die mit Knorpelwerk und Engeln verziert sind. Oberhalb ist das Wappen derer von Einsiedel sowie ein weiteres Wappen abgebildet. Ein Gemälde zeigt das Brustbild Christi und wurde um 1880 von Achim von Arnim angefertigt. In der westlichen Loge hängt ein Wandbild, das in Grisaille gearbeitet wurde. Es ist auf das Jahr 1847 datiert und zeigt die Flucht nach Ägypten. Das Gemälde wurde um 1900 von den von Arnims restauriert. Ein Wappenrelief, das zu einer früheren Zeit als Sargschild diente, zeigt die Wappen derer von Einsiedel. Das Relief besteht aus vergoldetem Messing und wurde im Jahr 1745 angefertigt. Die Arkaden zwischen Loge und Schiff sind zugesetzt. Das Bauwerk ist im Innern flach gedeckt.
Die Orgel wurde um das Jahr 1895 von Ferdinand Dinse erbaut. Das Instrument besitzt ein Manual und acht Register.
An der äußeren Südwand erinnern drei Epitaphe an den 1609 verstorbenen Joachim von Leipzigk, den um 1660 verstorbenen Christian von Leipzigk sowie eine 1590 verstorbene Frau. Neben dem Chor befindet sich die Erbbegräbnisstätte der Familie von Arnim. Die Tumben sind gleich gestaltet, mit Kalksteinplatten sowie bronzenen Wappenreliefs verstehen. Die Grabanlage wurde beginnend im April 2012 restauriert. Dabei wurden Schäden im Betonsockel und dem Metallgitter behoben.
An der südöstlichen Ecke des Bauwerks ist eine Tafel mit der folgenden Inschrift angebracht:

„Gieb Liebe mir und einen frohen Mund, Dass ich dich Herr der Erde thue kund. Gesundheit gieb bei sorgenfreiem Gut, Ein frommes Herz und einen festen Muth; Gieb Kinder mir, die aller Mühe werth, Verscheuch die Feinde von dem trauten Heerd; Gieb Flügel dann und einen Hügel Sand, Den Hügel Sand im lieben Vaterland, Die Flügel schenk dem abschiedsschweren Geist, Dass er sich leicht der schönen Welt entreisst.“

Unterhalb ist eine Tafel mit der Inschrift: „Zum Gedenken an / Friedmund Ernst / Freiherr von Arnim / geboren am 24. Mai 1897 / Zernikow/Mark Brandenburg, / gestorben am 13. Januar 1946 / in Tula/Russland / letzter Herr auf / Zernikow, Baerwalde und / Wiepersdorf“.
Vor dem Gebäude steht weiterhin ein freistehender Glockenturm mit zwei spätmittelalterlichen Glocken. Die ursprünglich aus Holz errichtete Konstruktion wurde 1968 durch Stahl ersetzt.